# リア・ラムナリン
リア・ラムナリン（Ria Ramnarine、1978年10月12日 - ）は、トリニダード・トバゴ出身の女子プロボクサーである。同国初の女子ボクシング世界王者である。

## 来歴
1999年12月3日、プロデビューを3RKOで飾る。
しかし2000年5月3日、2戦目で同じく後に世界王者となるジゼール・サランディに敗れる。
2001年7月27日、米国初上陸となる試合でレオナ・ブラウンを4RTKOで降す。
2004年7月31日、ディー・ハマグチを判定で降しWIBAイベリアン・アメリカンミニフライ級王座を奪取。
2005年5月28日、イボンヌ・ケイプルスとWIBA世界王座を争い、2-1判定で初の世界タイトル獲得。
2006年7月14日、ステファニー・ジョージの挑戦を判定で退け初防衛。
2006年9月9日、レジーナ・ハルミッヒが持つWIBF世界フライ級王座に挑むが6RTKO負け。
2009年3月7日、ナンシー・ボニラを8RTKOで退けWIBA世界ライトフライ級暫定王座を獲得。2階級制覇達成。
2009年7月31日、WBA女子世界ミニマム級暫定王座決定戦に出場。アナ・フェルナンデス相手に偶然のバッティングで9R負傷判定で暫定王座獲得するが、負傷の影響で一時試合ができなくなり休養王者扱いになった。
2010年1月2日、復帰戦としてポリーナ・カルドナ相手にノンタイトルマッチを行い、3-0判定で前哨戦を制した。
4月24日、ホームに正規王者多田悦子を迎えて王座統一戦を行った。試合は引き分け。正規王座獲得はならなかった。
その後、日本での再戦も浮上したが、負傷により再び休養となった後、8月10日に暫定王座剥奪に至った。
休養明け後の2011年2月12日、オルガ・ジュリオと空位のGBU・WIBFミニマム級、WIBAライトフライ級三冠王座を争い、3-0判定で勝利。
7月29日、WIBA初防衛戦としてアナスタシア・トクタロヴァと対戦、しかし判定負けで王座陥落。
2012年9月3日、ステファニー・ジョージ相手に判定勝ちを収め再起。

## 戦績
- 22戦15勝（2KO）6敗1分け

## 獲得タイトル
- WIBAイベリアン・アメリカンミニフライ級王座
- 初代WIBA世界ミニフライ級王座
- WIBA世界ライトフライ級暫定王座
- WBA世界ミニマム級暫定王座
- GBU女子世界ミニマム級王座
- WIBF世界ミニマム級王座
- 第4代WIBA世界ライトフライ級